# Liste der uruguayischen Botschafter in Spanien

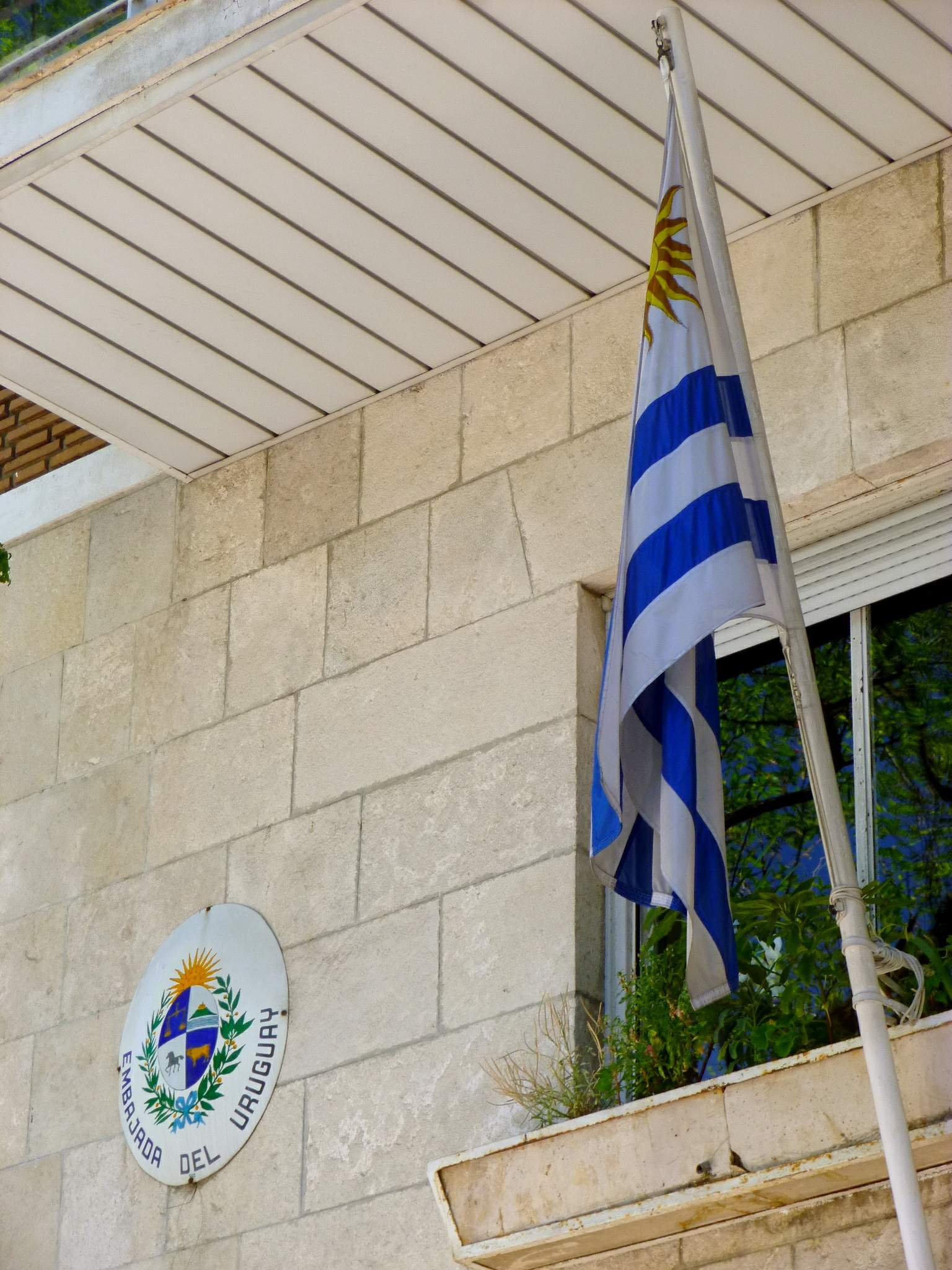
Die Botschaft befindet sich in Madrid.

| Ernannt / Akkreditiert | Botschafter                 | Bemerkungen                                                            | Regierung von Uruguay        | Regierung von Spanien        | Posten verlassen |
| ---------------------- | --------------------------- | ---------------------------------------------------------------------- | ---------------------------- | ---------------------------- | ---------------- |
| 1835                   | Juan Francisco Giró         |                                                                        | Manuel Oribe                 | Isabella II.                 |                  |
| 1846                   | Francisco Magariños         |                                                                        | Joaquín Suárez               | Isabella II.                 |                  |
| 1859                   | Andrés Lamas                | (* 1817; † 1891), uruguayischer Schriftsteller, Politiker und Diplomat | Gabriel Antonio Pereira      | Isabella II.                 |                  |
| 1875                   | Isaac de Tezanos            |                                                                        | Pedro Varela                 | Alfons XII.                  |                  |
| 1883                   | Enrique Kubly               |                                                                        | Máximo Santos                | Alfons XII.                  |                  |
| 1883                   | Coronel Juan José Díaz      | Geschäftsträger                                                        | Máximo Santos                | Alfons XII.                  |                  |
| 1889                   | Coronel Juan José Díaz      | Gesandter                                                              | Máximo Tajes                 | Alfons XIII.                 |                  |
| 1891                   | Juan Zorrilla de San Martín |                                                                        | Julio Herrera y Obes         | Alfons XIII.                 |                  |
| 1898                   | Eduardo Herrera y Obes      |                                                                        | Juan Lindolfo Cuestas        | Alfons XIII.                 |                  |
| 1906                   | Enrique Gradín              |                                                                        | José Batlle y Ordóñez        | Alfons XIII.                 |                  |
| 1911                   | Eduardo Vázquez             |                                                                        | José Batlle y Ordóñez        | Alfons XIII.                 |                  |
| 1916                   | Pedro Cosio                 |                                                                        | Feliciano Viera              | Alfons XIII.                 |                  |
| 1917                   | Benjamín Fernández y Medina |                                                                        | Feliciano Viera              | Alfons XIII.                 |                  |
| 1930                   | Daniel Castellanos          |                                                                        | Juan Campisteguy             | Alfons XIII.                 |                  |
| 1939                   | Enrique Buero               |                                                                        | Alfredo Baldomir             | Francisco Franco             |                  |
| 1942                   | Virgilio Sampognaro         |                                                                        | Alfredo Baldomir             | Francisco Franco             |                  |
| 1952                   | Alberto M. Fajardo          |                                                                        | Andrés Martínez Trueba       | Francisco Franco             |                  |
| 1959                   | Julio Casas Araújo          |                                                                        | Carlos Fischer               | Francisco Franco             |                  |
| 1965                   | Luis de Posadas Montero     |                                                                        | Washington Beltrán           | Francisco Franco             |                  |
| 1972                   | Jorge Pacheco Areco         |                                                                        | Juan María Bordaberry        | Francisco Franco             |                  |
| 1979                   | Héctor Edgardo Abellá       |                                                                        | Aparicio Méndez              | Adolfo Suárez                |                  |
| 1982                   | Rafael Calvo Martiricorena  |                                                                        | Gregorio Álvarez             | Leopoldo Calvo-Sotelo        |                  |
| 1985                   | Luis Hierro Gambardella     |                                                                        | Julio María Sanguinetti      | Felipe González              |                  |
| 1991                   | Julio E. Aznárez            |                                                                        | Luis Alberto Lacalle Herrera | Felipe González              |                  |
| 1995                   | Enrique Tarigo Vázquez      |                                                                        | Julio María Sanguinetti      | Felipe González              |                  |
| 1999                   | José María Araneo           |                                                                        | Julio María Sanguinetti      | José María Aznar             |                  |
| 2007                   | Ricardo González Arenas     |                                                                        | Tabaré Vázquez               | José Luis Rodríguez Zapatero |                  |
| 2010                   | Carlos Pita                 |                                                                        | José Mujica                  | José Luis Rodríguez Zapatero |                  |
| 2012                   | Francisco Bustillo          |                                                                        | José Mujica                  | Mariano Rajoy                |                  |